# Machačkala
Machačkala (in russo Махачкала? ; in avaro: МахIачхъала, Machhačch'ala; in cumucco: Магьачкъала, Mahaçqala) è una città della Russia sul mar Caspio, capitale della Repubblica autonoma del Daghestan.

## Storia
La fortezza di Petrovskoe (Петро́вское), così denominata in onore dello zar Pietro il Grande che visitò il Daghestan nel 1722, fu fondata nel 1844 sulle rovine della preesistente città di Tarki, antichissimo insediamento ridotto ora a quartiere cittadino. L'insediamento sviluppatosi attorno alla fortezza acquistò lo status di città nel 1857 e il nome venne tramutato in Petrovsk-Port (Петро́вск-Порт); presso le locali popolazioni cumucche la fortezza prima e la città poi furono note come Anzhi-Qala ("fortezza di perla", Qala o Kala (قلعه) significa, appunto, fortezza in persiano e in arabo).
La città assunse il suo nome definitivo nel 1922, in onore del rivoluzionario bolscevico Magomed-Ali Dachadaev, il cui soprannome era appunto Machač (Махач). Machačkala è stata pesantemente danneggiata da un terremoto il 14 aprile 1970.

## Geografia fisica

### Posizione
Machačkala si trova al centro del Daghestan, sulla costa del mar Caspio, sul quale possiede un porto, a metà strada fra Astrachan' e Baku, capitale dell'Azerbaigian. La città è suddivisa nei distretti Leninskij, Sovetskij e Kirovskij.

### Clima
Fonte: WorldClimate.com
- Temperatura media annua: 11,8 °C
- Temperatura media del mese più freddo (gennaio): −0,2 °C
- Temperatura media del mese più caldo (luglio): 24,6 °C
- Precipitazioni medie annue: 394 mm

| Machačkala (1991-2020) Fonte: | Mesi         | Mesi         | Mesi         | Mesi        | Mesi        | Mesi        | Mesi        | Mesi        | Mesi        | Mesi        | Mesi         | Mesi         | Stagioni | Stagioni | Stagioni | Stagioni | Anno  |
| Machačkala (1991-2020) Fonte: | Gen          | Feb          | Mar          | Apr         | Mag         | Giu         | Lug         | Ago         | Set         | Ott         | Nov          | Dic          | Inv      | Pri      | Est      | Aut      | Anno  |
| ----------------------------- | ------------ | ------------ | ------------ | ----------- | ----------- | ----------- | ----------- | ----------- | ----------- | ----------- | ------------ | ------------ | -------- | -------- | -------- | -------- | ----- |
| T. max. media (°C)            | 4,1          | 4,6          | 8,6          | 14,4        | 20,9        | 26,5        | 29,3        | 29,3        | 24,3        | 17,9        | 10,7         | 6,0          | 4,9      | 14,6     | 28,4     | 17,6     | 16,4  |
| T. media (°C)                 | 1,0          | 1,4          | 5,2          | 10,3        | 16,5        | 22,0        | 24,8        | 24,9        | 20,3        | 14,2        | 7,4          | 2,9          | 1,8      | 10,7     | 23,9     | 14,0     | 12,6  |
| T. min. media (°C)            | −1,7         | −1,5         | 2,3          | 6,9         | 12,8        | 17,7        | 20,6        | 20,6        | 16,6        | 10,7        | 4,2          | 0,0          | −1,1     | 7,3      | 19,6     | 10,5     | 9,1   |
| T. max. assoluta (°C)         | 17,8 (1971)  | 20,9 (1958)  | 28,8 (1919)  | 33,5 (1998) | 35,1 (1945) | 36,8 (2019) | 39,5 (2018) | 40,2 (2017) | 35,0 (1929) | 28,9 (2001) | 23,1 (1952)  | 19,9 (1996)  | 20,9     | 35,1     | 40,2     | 35,0     | 40,2  |
| T. min. assoluta (°C)         | −25,1 (1893) | −26,8 (2012) | −13,5 (1929) | −5,1 (2004) | 0,0 (1952)  | 5,8 (1900)  | 9,7 (1911)  | 8,0 (1898)  | 0,7 (1956)  | −6,6 (2001) | −19,7 (1993) | −26,5 (1888) | −26,8    | −13,5    | 5,8      | −19,7    | −26,8 |
| Nuvolosità (okta al giorno)   | 7,6          | 7,6          | 7,3          | 6,7         | 5,9         | 5,3         | 4,8         | 4,6         | 5,3         | 6,3         | 7,5          | 7,8          | 7,7      | 6,6      | 4,9      | 6,4      | 6,4   |
| Precipitazioni (mm)           | 36           | 28           | 23           | 19          | 34          | 27          | 22          | 29          | 51          | 38          | 46           | 38           | 102      | 76       | 78       | 135      | 391   |
| Giorni di pioggia             | 11           | 10           | 12           | 11          | 12          | 11          | 9           | 10          | 11          | 13          | 13           | 12           | 33       | 35       | 30       | 37       | 135   |
| Nevicate (cm)                 | 2            | 2            | 0            | 0           | 0           | 0           | 0           | 0           | 0           | 0           | 1            | 1            | 5        | 0        | 0        | 1        | 6     |
| Giorni di neve                | 9            | 10           | 4            | 0,2         | 0,0         | 0,0         | 0,0         | 0,0         | 0,0         | 0,1         | 3,0          | 6,0          | 25,0     | 4,2      | 0,0      | 3,1      | 32,3  |
| Giorni di nebbia              | 3            | 4            | 6            | 4           | 2           | 1           | 0,3         | 0,1         | 1,0         | 2,0         | 2,0          | 4,0          | 11,0     | 12,0     | 1,4      | 5,0      | 29,4  |
| Umidità relativa media (%)    | 84           | 83           | 83           | 79          | 76          | 71          | 70          | 72          | 75          | 80          | 83           | 85           | 84       | 79,3     | 71       | 79,3     | 78,4  |
| Vento (direzione-m/s)         | W 3,4        | W 3,7        | E 3,7        | E 3,5       | E 3,3       | E 3,0       | E 2,7       | E 2,8       | E 3,3       | SE 3,5      | W 3,5        | W 3,5        | 3,5      | 3,5      | 2,8      | 3,4      | 3,3   |

## Società

### Evoluzione demografica
Fonte: mojgorod.ru
| Anno | Abitanti |
| ---- | -------- |
| 1897 | 9.800    |
| 1926 | 34.000   |
| 1939 | 86.000   |

| Anno | Abitanti |
| ---- | -------- |
| 1959 | 119.000  |
| 1970 | 186.000  |
| 1989 | 317.000  |
|      |          |

| Anno | Abitanti |
| ---- | -------- |
| 2002 | 462.412  |
| 2005 | 464.000  |
| 2006 | 466.300  |

### Etnie
Avari - 26.7%
Cumucchi - 19.17%
Dargin - 15.3%
Lezgini - 12.71%
Laki - 12.35%
Russi - 5.4%

## Sport
La principale squadra calcistica cittadina è la Dinamo Machačkala. La Anži Machačkala, militante nella massima serie russa, fallì nel 2022.

## Amministrazione

### Gemellaggi
- Oldenburg
- Spokane